# Reiherente

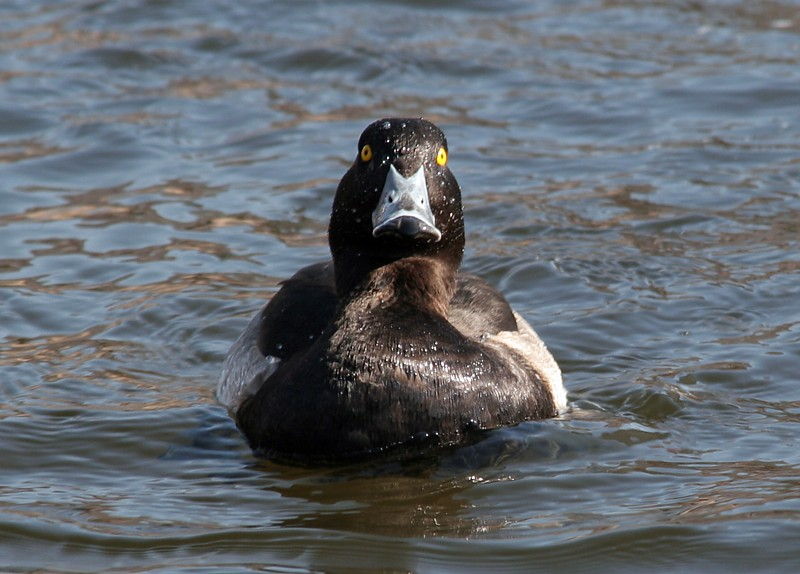
Reiherente ♂, frontal

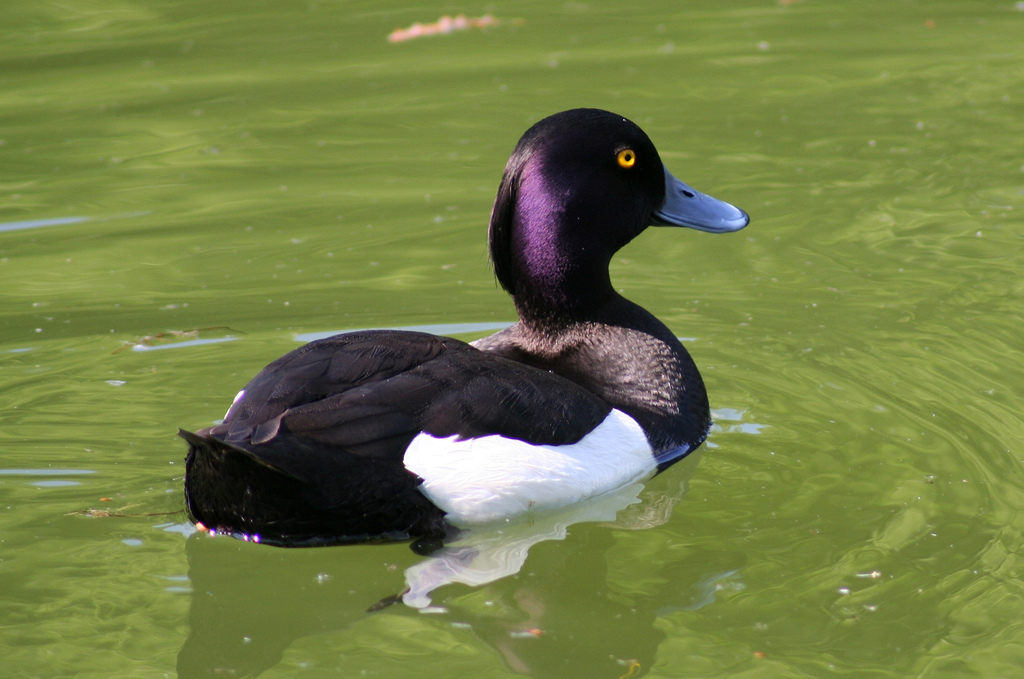
Reiherente ♂ mit schillerndem Federkleid

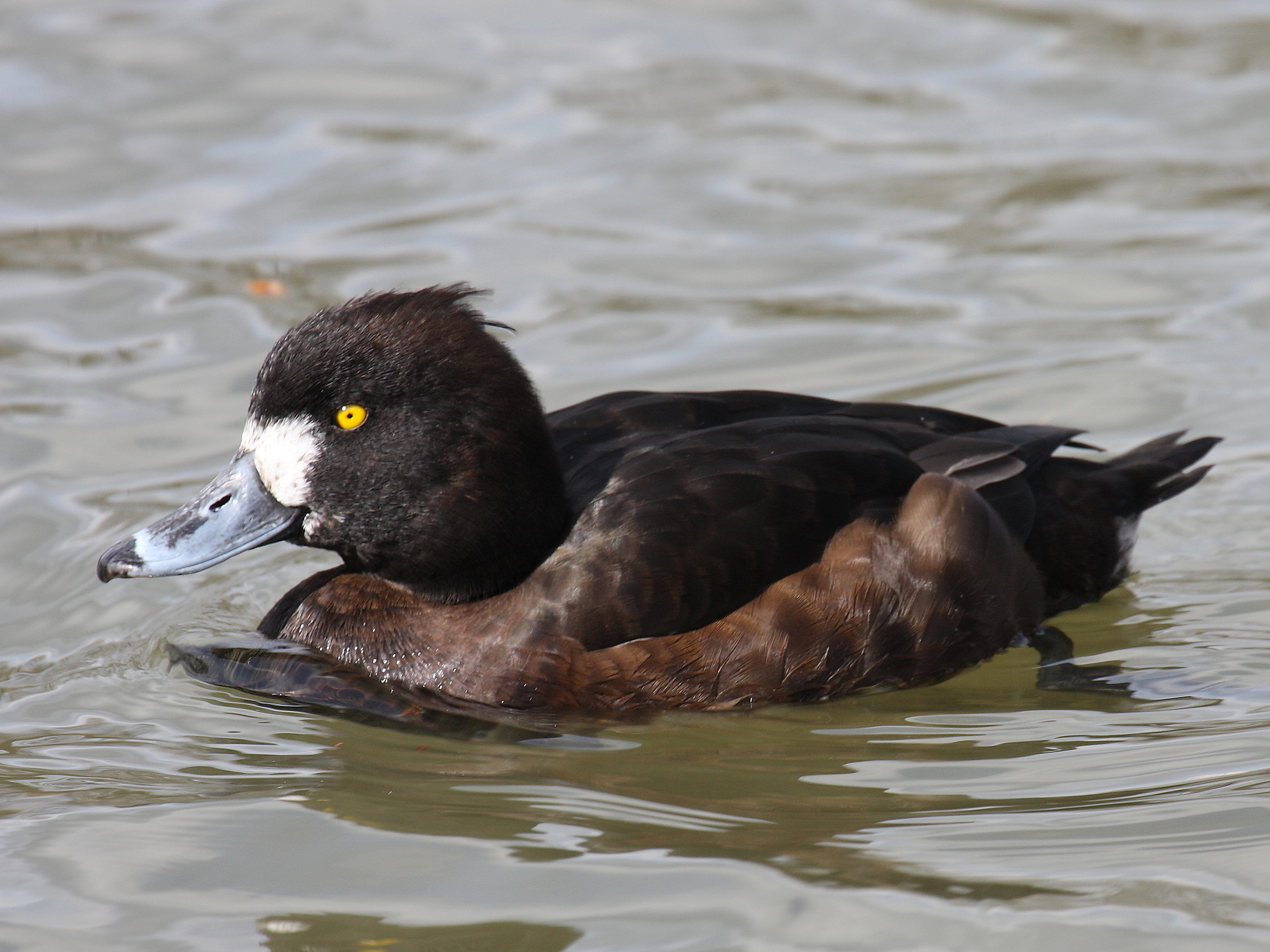
♀ mit weißem Ring um den Schnabel, der zur Verwechslung mit ♀ Bergenten führen kann

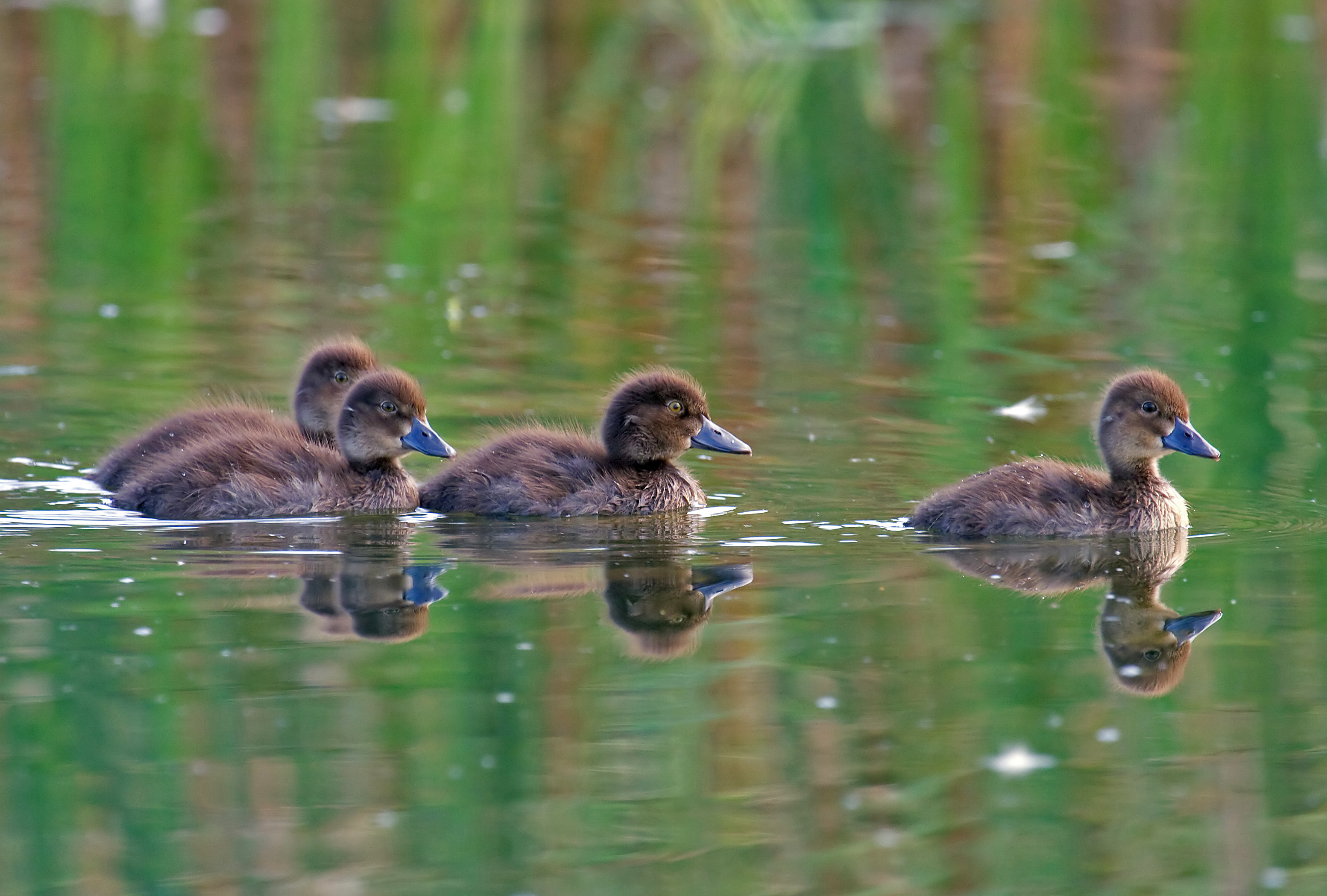
Jungvögel, ca. 1 Woche alt

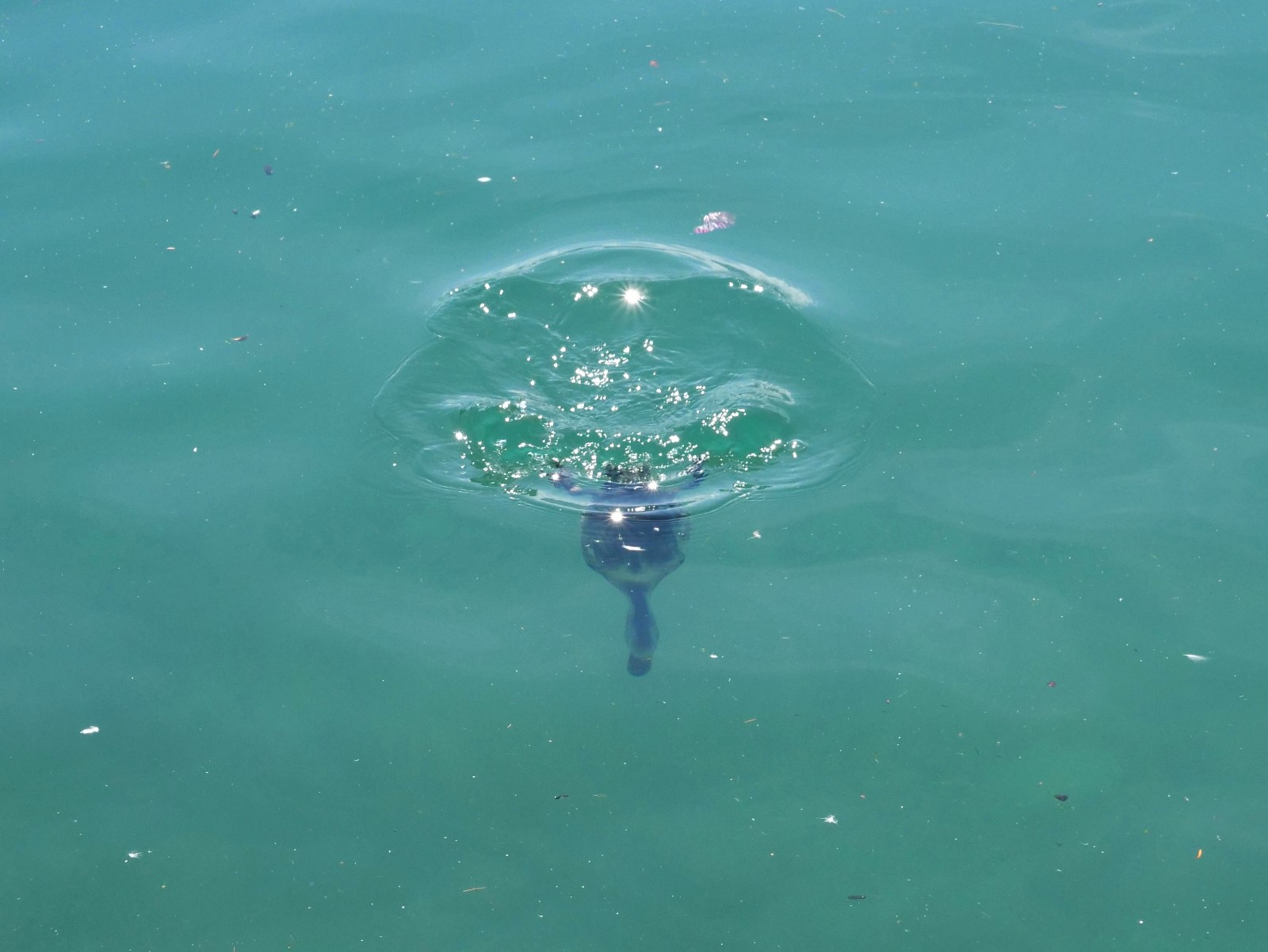
Reiherente beim Abtauchen

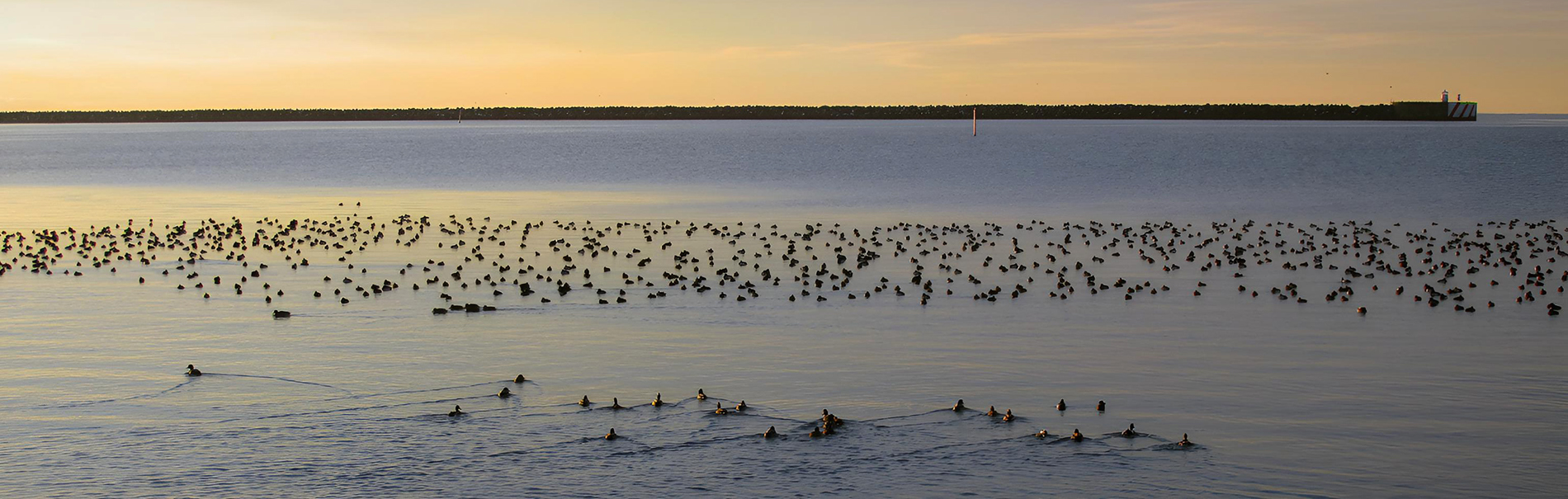
Im Winter treten Reiherenten oft in großen Gruppen auf. Hier rasten rund 2.000 Reiherenten am 16. Januar 2016 im Hafen von Ystad.

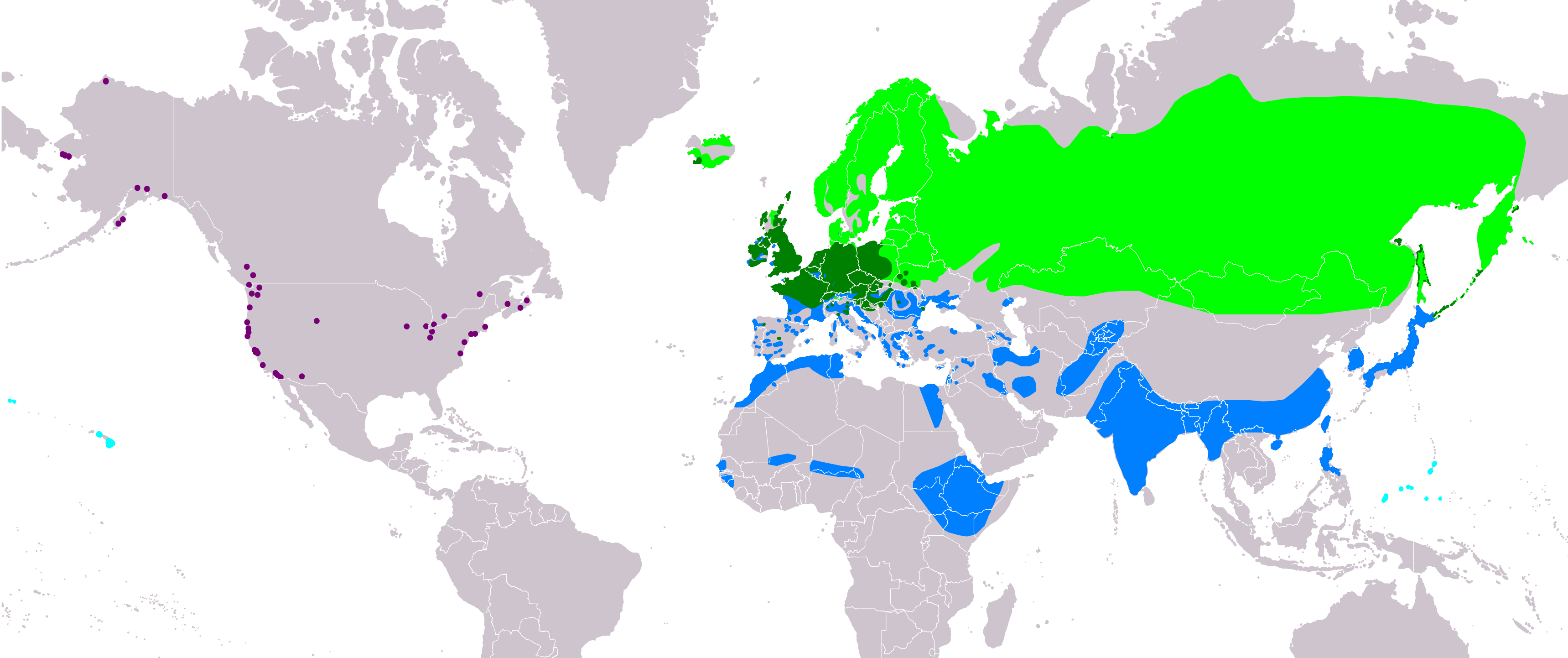
Verbreitungsgebiete der Reiherente:
Brutgebiete
Ganzjähriges Vorkommen
Migration
Überwinterungsgebiete
Streifzüge (ganzjähriges Vorkommen)

Die Reiherente (Aythya fuligula) ist eine Vogelart aus der Familie der Entenvögel. Sie zählt zu den so genannten Tauchenten und gilt als die häufigste Süßwassertauchente. Es handelt sich um eine verhältnismäßig kleine, kompakt gebaute Ente. Bemerkenswert sind der relativ kurze Schnabel und der auffällig runde Kopf. Die Männchen haben am Hinterkopf einen langen, herabhängenden Schopf. Das Weibchen weist eine kurze Holle auf.
Die Reiherente ist in Mitteleuropa ein verbreiteter Brut- und Jahresvogel. Der Verbreitungsschwerpunkt liegt in Ost- und Südmitteleuropa. Im gesamten Mitteleuropa ist sie jedoch ein häufiger Mausergast und als Durchzieher beziehungsweise als Wintergast zu beobachten. Sie gehört zu den Arten, deren Population ansteigt und sich zunehmend nach Westen ausbreitet.

## Merkmale

### Erscheinungsbild ausgewachsener Reiherenten
Reiherenten weisen eine Körperlänge zwischen 40 und 47 Zentimetern auf. Bei beiden Geschlechtern sind die Steuerfedern mattschwarz. Die Handschwingen sind grau, allerdings weisen alle Federn eine schwarze Spitze auf. Die äußeren vier bis fünf Federn der Handschwingen haben außerdem schwarze Außenränder. Bis auf die Federbasis und die Spitzen sind die Außenfahnen der inneren Handschwingen weiß, so dass im Flug ein weißes Flügelband erkennbar ist.
Weibchen, die zum Brüten eine bessere Tarnung benötigen, haben eine bräunlichere Flanke. Auffällig ist bei beiden Geschlechtern das gelb leuchtende Auge. Männchen sind im Prachtkleid schwarz mit auffallend weißen Flanken, im Schlichtkleid wie die Weibchen dunkelbraun mit leicht aufgehellten Flanken. Einige Weibchen haben ähnlich wie die Bergenten-Weibchen einen weißen Schnabelgrund. Das Jugendkleid ist heller und brauner als die Befiederung der Weibchen.
Die Reiherente ist eine gesellige Art, die auf dem Wasser und im Flug zumeist in dicht geschlossenen Trupps vorkommt.

### Stimme
Reiherenten sind überwiegend stumme Entenvögel. Erregte Männchen rufen gelegentlich ein gedämpftes, in der Tonhöhe abfallendes Trillern, das wie pit piu pit pit klingt. Die Weibchen antworten darauf mit einem harten kröck.

### Erscheinungsbild von Küken und Jungvögeln
Die Küken der Reiherente haben ein sehr dunkles Daunengefieder. Es ist größtenteils schwarzbraun. Lediglich auf der Mitte der Brust und der Mitte des Bauches finden sich einige weißgelbliche bis grüngelbliche Abzeichen. Die Gesichtsseiten sind gelblich, aber rußfarben überhaucht. Ein dunkler Augenstreif verläuft durch das Auge. Bei einigen der Küken weisen Kinn, Kehle und die Halsseiten dieselbe Färbung auf wie das Gesicht. Die Iris ist bei frisch geschlüpften Küken graublau. Bei ihnen ist außerdem der Oberschnabel dunkel olivbraun mit einem dunklen Nagel, der anfangs noch den weißen Eizahn aufweist. Der Unterschnabel ist fleischfarben. Die Beine und Füße sind olivgrau. Die Schwimmhäute dagegen sind dunkler. Bei heranwachsenden jungen Reiherenten färbt sich der Schnabel in ein blaugrau um. Die Iris ist bei fast flüggen Reiherenten blassgelb.

## Verbreitung und Bestand
Das Brutareal der Reiherente reicht von der gemäßigten Klimazone West- und Mitteleuropas sowie der borealen Zone Skandinaviens bis nach Ostsibirien. Die Südgrenze des Verbreitungsgebietes verläuft in Mitteleuropa durch die Schweiz und Ungarn sowie durch Zentralrussland.
In Deutschland, Westpolen, Frankreich, den Benelux-Staaten und an den Küsten rund um die Nordsee sind Reiherenten ganzjährig anzutreffen, in Ungarn, Osteuropa, Skandinavien und Island brüten sie im Sommer, an den Küsten rund um das Mittelmeer und das Schwarze Meer verbringen viele Tiere den Winter.
Die Reiherente ist, von Osten und Norden kommend, im 18. Jahrhundert nach Mitteleuropa eingewandert. Sie hat im Verlauf des 20. Jahrhunderts ihr Areal dabei nochmals nach Westen ausgedehnt. 1895 tauchte sie das erste Mal auf Island auf. Seit 1964 ist sie ein Brutvogel Frankreichs. In Holland hat sie sich 1904 erstmals angesiedelt und kommt dort seit 1941 verhältnismäßig häufig vor. In Skandinavien war sie ursprünglich auf den hohen Norden begrenzt, hat sich aber im Verlauf des 20. Jahrhunderts die südlicheren Regionen erobert. Die Ursachen für diese Arealausweitung sind vielschichtig: Die Reiherente hat sehr stark von der Ausbreitung bestimmter, als Neozoen anzusehenden Dreikantmuscheln profitiert. Als weiterer Grund für den Anstieg der Populationen in Westeuropa wird die Trockenlegung der Steppenseen in Osteuropa und Nordasien angesehen. Eine größere Rolle kann jedoch spielen, dass die Reiherente stark von Staugewässern profitiert, wie sie in Nord- und Westeuropa im Laufe des 20. Jahrhunderts entstanden. Milde Winter, die zu einem Ausharren der Reiherente in Mitteleuropa führten, kürzere Zugstrecken, bessere Ernährungsbedingungen in Brut- und Mausergewässern auf Grund steigender Gewässereutrophierung beispielsweise wegen intensiver Fischereiwirtschaft spielen gleichfalls eine Rolle.
Seit den 1990er Jahren ist in manchen lang besetzten Brutgebieten eine Stagnation oder sogar eine regionale Abnahme zu beobachten. Dies gilt für Tschechien, Brandenburg und Thüringen, Irland sowie den europäischen Teil Russlands. Dagegen finden in Polen und am West- und Südwestrand des Verbreitungsgebietes weiterhin Arealausweitungen statt. In Polen, der Schweiz und Baden-Württemberg ist nach wie vor ein starkes Populationswachstum zu beobachten. In vielen Regionen steigt der Anteil der Nichtbrüter an der Gesamtpopulation. Der Weltbestand wird auf 2,6 bis 3,1 Millionen Individuen geschätzt. In Europa kommen zwischen 730.000 und 880.000 Individuen vor, davon leben etwa sechzig Prozent im europäischen Teil Russlands und weitere fünfundzwanzig Prozent in Fennoskandinavien. In Mitteleuropa gibt es etwa 55.000 bis 87.000 Brutpaare. Außerdem sind hier einige wichtige Mauserzentren dieser Art. So finden sich im Markermeer bis zu 60.000 Individuen und im Ismaninger Speichersee bis zu 11.300 Individuen ein.

## Lebensraum und Lebensweise
Der Lebensraum der Reiherente sind Seen und Fließgewässer. Sie zählt zu den Mittel-Tief-Tauchern, taucht mit elegantem Schwung ab und bleibt im Schnitt 15 Sekunden unter Wasser. Die Reiherente benötigt tiefere und oligotrophere Gewässer als beispielsweise die Tafelente. Reiherenten sind auch in vielen städtischen Parkanlagen wildlebend anzutreffen.

Die Balz beginnt schon Anfang November. Zum Balzrepertoire gehören Kopfschütteln und Kopfnicken. Die Reiherente baut Nester häufig auf Schilf. Sie bevorzugt Inseln, errichtet Nester aber auch im Moorgras. Nicht selten brüten Reiherenten auch in Kolonien von Möwen und Seeschwalben. Die lauten und aggressiven Nachbarn machen es hier unnötig, das Nest sorgfältig zu verstecken. Ein kleiner Teil der Population brütet außerdem in kleinen Kolonien, die nur aus Reiherenten bestehen. 

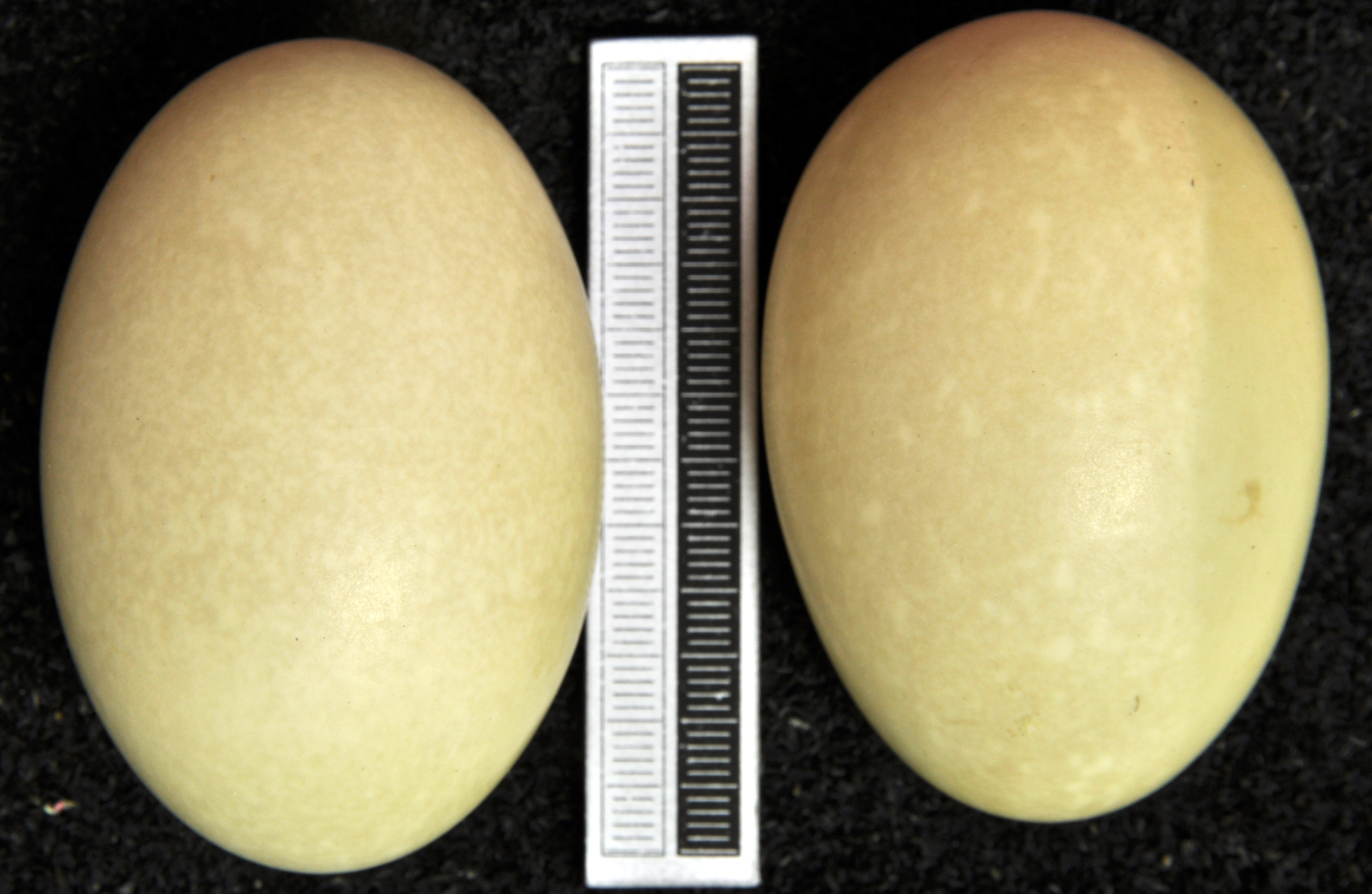
Gelege, Sammlung Museum Wiesbaden

Die Brutzeit ist abhängig vom Verbreitungsgebiet. In den südlichen Regionen beginnen Reiherenten bereits Mitte April mit der Brut, in den nördlichen dagegen erst gegen Ende Juni. Das Nest wird allein vom Weibchen errichtet. Ein Gelege besteht in der Regel aus fünf bis 12 graugrünen Eiern. Es wurden aber auch schon Gelege beobachtet, bei denen ein einzelnes Weibchen 18 Eier legte. Das Gelege kann noch größer sein, wenn mehr als ein Weibchen das Nest für die Eiablage nutzt. Die Eier sind mit einem Ausmaß von 58,3 × 40,8 Millimeter verhältnismäßig groß für eine Ente dieser Körpergröße.
Allein das Weibchen brütet; es beginnt mit der Brut, sobald das letzte Ei des Geleges gelegt ist. Verlässt das Weibchen das Gelege, wird es von ihr mit Daunen abgedeckt. Die Brutdauer beträgt zwischen 23 und 28 Tagen. Die Küken sind Nestflüchter, die von dem weiblichen Elternvogel sehr schnell an das nächste Gewässer geführt werden. Sie können binnen weniger Stunden bereits tauchen. Die Jungvögel sind nach etwa 45 bis 50 Tagen flügge. Sie sind häufig schon zuvor von ihrem Muttervogel unabhängig.

## Nahrung
Die Reiherente ernährt sich zu ca. 60 % von Muscheln und Schnecken, zu ca. 30 % von anderen Kleintieren und Insekten und zu ca. 10 % von Pflanzen. Mollusken spielen besonders in der Winternahrung eine große Rolle. Mit Dreikantmuscheln besiedelte Seen sind das bevorzugte Winterquartier dieser Entenart. Auf Grund ihres flachen und breiten Schnabels kann sie größere und mittlere Dreikantmuscheln fassen, während Schellenten mit ihrem deutlichen kleineren Schnabel bestenfalls kleine Exemplare aufnehmen. Reiherenten sind in der Lage, auch nachts Nahrung zu finden. Sie durchseihen dann mit ihrem Schnabel den schlammigen und weichen Bodengrund der Seen nach Tubificiden und Chironomiden.
Bei der Nahrungssuche tauchen Reiherenten bis zu vier Meter tief.  Sie tauchen nicht nur, sondern finden ihr Futter auch schnatternd und gründelnd. Die Brut des Vogels ernährt sich ausschließlich von Insekten.

## Reiherenten als Ziergeflügel
Reiherenten werden wegen ihres attraktiven Äußeren, ihrer Agilität und ihrer einfachen Haltung seit langem als Ziergeflügel gepflegt. Bereits im 17. Jahrhundert wurden sie auf den Teichen in den Parkanlagen rund um Versailles und in London gehalten. Schriftlich belegt ist ihre Erstzucht in menschlicher Obhut allerdings erst für das Jahr 1848, als im Londoner Zoo das erste Paar erfolgreich Küken aufzog.

## Belege